# Вапно (Великопольське воєводство)
Ва́пно (пол. Wapno) — село в Польщі, у гміні Вапно Вонґровецького повіту Великопольського воєводства.
Населення — 1653 особи (2011).
У 1975—1998 роках село належало до Пільського воєводства.

## Демографія
Демографічна структура станом на 31 березня 2011 року:
|          | Загалом | Допрацездатний вік | Працездатний вік | Постпрацездатний вік |
| -------- | ------- | ------------------ | ---------------- | -------------------- |
| Чоловіки | 821     | 161                | 589              | 71                   |
| Жінки    | 832     | 163                | 528              | 141                  |
| Разом    | 1653    | 324                | 1117             | 212                  |